# Gangsterzy i filantropi
Gangsterzy i filantropi – polska czarno-biała komedia kryminalna z 1962 roku w reżyserii Jerzego Hoffmana i Edwarda Skórzewskiego.
Film Gangsterzy i filantropi był fabularnym debiutem Hoffmana i Skórzewskiego, którzy dotąd kręcili tylko filmy dokumentalne. Komedia składa się z dwóch oddzielnych opowieści (część pierwsza: Profesor, druga: Alkoholomierz), połączonych wspólną fabułą.

## Fabuła

### Profesor
Genialny złodziej zwany Profesorem, który cieszy się autorytetem w światku przestępczym, opracowuje plan napadu na furgon wiozący utarg z Centralnego Domu Towarowego. Drobiazgowo obmyśliwszy plan, Profesor w przeddzień skoku poleca swoim podwładnym, by zadbali o swoje alibi. Napad na furgon CDT przebiega zgodnie z planem do momentu, gdy grupa Profesora próbuje uciec z miejsca napadu. Wówczas grupa przestępcza napotyka na roboty uliczne w miejscu dopiero co oddanym do użytku, kontrolę ze strony przypadkowego milicjanta, wreszcie zaś – unieruchomiony (okradziony z kół) samochód zapasowy, którym szajka Profesora miała odjechać z miejsca przestępstwa. Cała szajka z ukradzionymi pieniędzmi zostaje zatrzymana przez milicję.

### Alkoholomierz
Anastazy Kowalski, pracownik laboratorium chemicznego, zostaje wyrzucony z pracy za nieumyślny wypadek przy pracy. Załamany wstępuje do baru, gdzie przypadkowo wkłada do kieliszka z wódką posiadany alkoholomierz. Zostaje wzięty za restauracyjnego inspektora, po czym właściciel lokalu daje mu łapówkę. Wówczas Kowalski znajduje nowy sposób na zarobek: codziennie wchodzi do innego baru bądź restauracji i ku przerażeniu restauratorów wrzuca do trunku alkoholomierz, co zapewnia mu strumień łapówek. Doświadczywszy jednak skutków picia alkoholu, znajduje inny sposób na dopływ gotówki. Na podręcznej małej wadze waży potrawy przyniesione przez kelnerów. Dostaje coraz większe łapówki, jednak z czasem restauratorzy buntują się przeciwko niemu. Pewnego dnia, w czasie swojej „kontroli”, spotyka w knajpie prawdziwego inspektora, który donosi na niego milicji. Sąd wprawdzie uniewinnia Kowalskiego, ponieważ gastronomicy wręczali je samorzutnie, ale ten otrzymuje wezwanie do urzędu podatkowego, ze względu na podejrzany sposób zarobku.

## Obsada
- Wojciech Rajewski – Łysy
- Gustaw Holoubek – Profesor
- Gustaw Lutkiewicz – Śruba, taksówkarz
- Mirosław Majchrowski[2] – Parmezan
- Roman Kłosowski – woźnica
- Zdzisław Leśniak – dziennikarz radiowy
- Marian Łącz – milicjant
- Jacek Hahn, Janusz Hahn – bracia „Syjamczyki”
- Kazimierz Opaliński – emerytowany sędzia
- Danuta Wodyńska – gosposia sędziego
- Janusz Nasfeter – prokurator
- Wiesław Michnikowski – Anastazy Kowalski
- Hanka Bielicka – żona Kowalskiego
- Magdalena Celówna – Hanka, córka Kowalskich
- Mieczysław Pawlikowski – kierownik restauracji
- Jerzy Bielenia – szef lokalu „Atlantyda”
- Zofia Czerwińska – bufetowa
- Marian Jonkajtys – lekarz
- Jerzy Dukaj – kelner
- Marian Kociniak – klient
- Irena Laskowska – szefowa lokalu
- Ryszard Pietruski – szef restauracji
- Stanisław Bareja – klient z golonką
- Stanisław Gawlik – sędzia
- Adam Perzyk – kelner
- Wacław Jankowski – kelner
- Zygmunt Wiaderny

## Premiera
Premiera odbyła się 15 lutego 1963 roku wraz z krótkometrażowym dokumentem Co się komu podoba. 

## Odbiór
Film Gangsterzy i filantropi spotkał się na ogół z pozytywnym odbiorem w prasie. Stanisław Janicki na łamach pisma „Żołnierz Wolności” chwalił film za to, że „nareszcie możemy śmiać się na polskim filmie nie z księżycowych dialogów, wydumanych sytuacji i nienaturalnych postaci, ale z prawdziwie śmiesznego dialogu, prawdziwie zabawnych sytuacji i prawdziwie komicznych postaci”. Jan Józef Szczepański z „Tygodnika Powszechnego” doceniał Hoffmana i Skórzewskiego za „wysoko rozwinięty zmysł parodii, chroniący ich od popadnięcia w złośliwe mentorstwo”. Zdaniem Bolesława Michałka z „Nowej Kultury” siła komiczna filmu „bierze się z tego, co film wyśmiewa w naszym życiu; nie ze zręcznego, bezinteresownego komizmu, tylko z mało subtelnej może, ale za to bystrej satyry”. Andrzej Braun z pisma „Zwierciadło” ocenił Gangsterów i filantropów za  komedię „pełną pomysłowych i śmiesznych gagów i prowadzoną w doskonałym tempie”, która zdaniem Brauna ma wszelkie niepowtarzalne walory »polskiego humoru«”.
Stanisław Grzelecki z „Życia Warszawy”, biorąc obserwacje poczynione w filmie na poważnie, miał o nim inną opinię. Zwłaszcza druga nowela filmu według Grzeleckiego „odsłania obraz nacechowany tak odrażającym klimatem etycznym, iż oglądać go można tylko pod kątem absurdalnej groteski”.